# Willoughby Gray
Pour les articles homonymes, voir Gray.
Willoughby Gray est un acteur britannique né le 5 novembre 1916 à Londres et mort le 13 février 1993 à Salisbury (Angleterre). Il est principalement connu en France pour avoir joué dans le James Bond Dangereusement vôtre en 1985, le rôle du Dr Carl Mortner. Il a également servi pendant la Seconde Guerre mondiale.

## Mort
Il meurt d'un cancer, le 13 février 1993, à l'âge de 76 ans.

## Filmographie partielle
- 1954 : Stranger from Venus de Burt Balaban
- 1959 : La Malédiction des pharaons : Dr Reilly
- 1968 : Chapeau melon et bottes de cuir : Épisode À vos souhaits : Padley
- 1985 : Dangereusement vôtre : Dr Carl Mortner / Hans Glaub
- 1987 : Princess Bride : le roi Lotharon